# ROC-крива

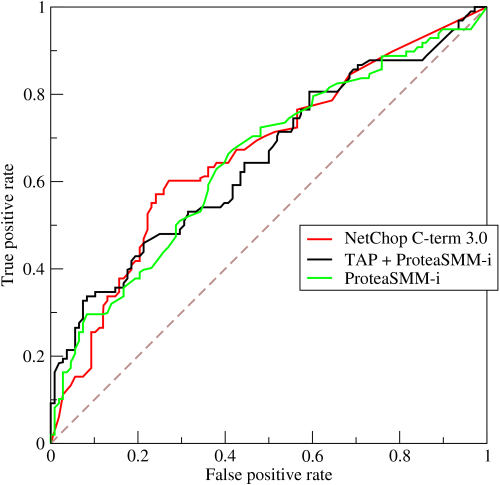
ROC-криві трьох методів передбачення епітопів

ROC-крива (англ. receiver operating characteristic, робоча характеристика приймача) — графік, що дозволяє оцінити якість бінарної класифікації, відображає співвідношення між часткою об'єктів від загальної кількості носіїв ознаки, правильно класифікованих до загальної кількості об'єктів, що не несуть ознаки, помилково класифікованих, як такі, що мають ознаку. Також відома як крива похибок. Аналіз класифікацій із застосуванням ROC-кривих називається ROC-аналізом.
Кількісну інтерпретацію ROC дає показник AUC (англ. area under ROC curve, площа під ROC-кривою) — площа, обмежена ROC-кривою і віссю частки помилкових позитивних класифікацій. Чим вище показник AUC, тим якісніше діє класифікатор, при цьому значення 0,5 демонструє непридатність обраного методу класифікації (відповідає звичайному вгадуванню).